# NASCAR Winston Cup de 2001
A Temporada da NASCAR Winston Cup de 2001 foi a 53º edição da Nascar, com 36 etapas disputadas o campeão foi Jeff Gordon.

## Times e pilotos

### Calendário completo
| Chassi    | Time                                   | N. | Piloto                  | Chefe de equipe    |
| --------- | -------------------------------------- | -- | ----------------------- | ------------------ |
| Chevrolet | Andy Petree Racing                     | 33 | Joe Nemechek 31         | Chris Carrier      |
| Chevrolet | Andy Petree Racing                     | 33 | Bobby Hamilton, Jr. 3   | Chris Carrier      |
| Chevrolet | Andy Petree Racing                     | 33 | Wally Dallenbach, Jr. 1 | Chris Carrier      |
| Chevrolet | Andy Petree Racing                     | 33 | Scott Pruett 1          | Chris Carrier      |
| Chevrolet | Andy Petree Racing                     | 55 | Bobby Hamilton          | Jimmy Elledge      |
| Chevrolet | Dale Earnhardt, Inc.                   | 1  | Steve Park 24           | Paul Andrews       |
| Chevrolet | Dale Earnhardt, Inc.                   | 1  | Kenny Wallace 12        | Paul Andrews       |
| Chevrolet | Dale Earnhardt, Inc.                   | 8  | Dale Earnhardt, Jr.     | Tony Eury, Sr.     |
| Chevrolet | Dale Earnhardt, Inc.                   | 15 | Michael Waltrip         | Scott Eggleston    |
| Chevrolet | Hendrick Motorsports                   | 5  | Terry Labonte           | Gary DeHart        |
| Chevrolet | Hendrick Motorsports                   | 24 | Jeff Gordon             | Robbie Loomis      |
| Chevrolet | Hendrick Motorsports                   | 25 | Jerry Nadeau            | Tony Furr          |
| Chevrolet | Morgan-McClure Motorsports             | 4  | Robby Gordon 5          | David Ifft         |
| Chevrolet | Morgan-McClure Motorsports             | 4  | Kevin Lepage 23         | David Ifft         |
| Chevrolet | Morgan-McClure Motorsports             | 4  | Bobby Hamilton, Jr. 7   | David Ifft         |
| Chevrolet | Morgan-McClure Motorsports             | 4  | Rich Bickle 1           | David Ifft         |
| Chevrolet | Richard Childress Racing               | 31 | Mike Skinner 23         | Royce McGee        |
| Chevrolet | Richard Childress Racing               | 31 | Robby Gordon 12         | Royce McGee        |
| Chevrolet | Richard Childress Racing               | 31 | Jeff Green 1            | Royce McGee        |
| Dodge     | Bill Davis Racing                      | 22 | Ward Burton             | Tommy Baldwin, Jr. |
| Dodge     | Bill Davis Racing                      | 93 | Dave Blaney             | Doug Randolph      |
| Dodge     | Chip Ganassi Racing with Felix Sabates | 40 | Sterling Marlin         | Lee McCall         |
| Dodge     | Chip Ganassi Racing with Felix Sabates | 01 | Jason Leffler (R) 34    | Kevin Cram         |
| Dodge     | Chip Ganassi Racing with Felix Sabates | 01 | Scott Pruett 1          | Kevin Cram         |
| Dodge     | Chip Ganassi Racing with Felix Sabates | 01 | Dorsey Schroeder 1      | Kevin Cram         |
| Dodge     | Evernham Motorsports                   | 9  | Bill Elliott            | Mike Ford          |
| Dodge     | Evernham Motorsports                   | 19 | Casey Atwood (R)        | Patrick Donahue    |
| Dodge     | Melling Racing                         | 92 | Stacy Compton           | Chad Knaus         |
| Dodge     | Petty Enterprises                      | 43 | John Andretti           | Greg Steadman      |
| Dodge     | Petty Enterprises                      | 44 | Buckshot Jones 35       | Mark Tutor         |
| Dodge     | Petty Enterprises                      | 44 | Wally Dallenbach, Jr. 1 | Mark Tutor         |
| Dodge     | Petty Enterprises                      | 45 | Kyle Petty              | Chris Hussey       |
| Ford      | Brett Bodine Racing                    | 11 | Brett Bodine            | Mike Hillman       |
| Ford      | Donlavey Racing                        | 90 | Hut Stricklin 27        | Bobby King         |
| Ford      | Donlavey Racing                        | 90 | Brian Simo 2            | Bobby King         |
| Ford      | Donlavey Racing                        | 90 | Rick Mast 5             | Bobby King         |
| Ford      | Haas-Carter Motorsports                | 26 | Jimmy Spencer           | Donnie Wingo       |
| Ford      | Haas-Carter Motorsports                | 66 | Todd Bodine             | Larry Carter       |
| Ford      | Jasper Motorsports                     | 77 | Robert Pressley 34      | Ryan Pemberton     |
| Ford      | Jasper Motorsports                     | 77 | Boris Said 2            | Ryan Pemberton     |
| Ford      | Penske Racing                          | 2  | Rusty Wallace           | Robin Pemberton    |
| Ford      | Penske Racing                          | 12 | Jeremy Mayfield 28      | Peter Sospenzo     |
| Ford      | Penske Racing                          | 12 | Mike Wallace 8          | Peter Sospenzo     |
| Ford      | PPI Motorsports                        | 32 | Ricky Craven            | Mike Beam          |
| Ford      | Robert Yates Racing                    | 28 | Ricky Rudd              | Michael McSwain    |
| Ford      | Robert Yates Racing                    | 88 | Dale Jarrett            | Todd Parrott       |
| Ford      | Roush Racing                           | 6  | Mark Martin             | Jimmy Fennig       |
| Ford      | Roush Racing                           | 17 | Matt Kenseth            | Robbie Reiser      |
| Ford      | Roush Racing                           | 97 | Kurt Busch (R)          | Matt Chambers      |
| Ford      | Roush Racing                           | 99 | Jeff Burton             | Frank Stoddard     |
| Ford      | Ultra Motorsports                      | 7  | Mike Wallace 25         | Jim Long           |
| Ford      | Ultra Motorsports                      | 7  | Ted Musgrave 1          | Jim Long           |
| Ford      | Ultra Motorsports                      | 7  | Robby Gordon 2          | Jim Long           |
| Ford      | Ultra Motorsports                      | 7  | Kevin Lepage 8          | Jim Long           |
| Ford      | Wood Brothers Racing                   | 21 | Elliott Sadler          | Pat Tryson         |
| Pontiac   | A. J. Foyt Racing                      | 14 | Ron Hornaday, Jr. (R)   | Phillipe Lopez     |
| Pontiac   | Joe Gibbs Racing                       | 18 | Bobby Labonte           | Jimmy Makar        |
| Pontiac   | Joe Gibbs Racing                       | 20 | Tony Stewart            | Greg Zipadelli     |
| Pontiac   | MBV Motorsports                        | 10 | Johnny Benson, Jr.      | James Ince         |
| Pontiac   | MBV Motorsports                        | 36 | Ken Schrader            | Sammy Johns        |

### Calendário incompleto
| Chassi    | Time                                   | N. | Piloto            | Chefe de equipe    | Rodadas |
| --------- | -------------------------------------- | -- | ----------------- | ------------------ | ------- |
| Chevrolet | BAM Racing                             | 49 | Rich Bickle       |                    | 1       |
| Chevrolet | Bill McAnally Racing                   | 62 | Brendan Gaughan   |                    | 1       |
| Chevrolet | Dark Horse Motorsports                 | 47 | Lance Hooper      |                    | 1       |
| Chevrolet | Hendrick Motorsports                   | 48 | Jimmie Johnson    | Ken Howes          | 3       |
| Chevrolet | Marcis Auto Racing                     | 71 | Dave Marcis       | Bob Marcis         | 13      |
| Chevrolet | Marcis Auto Racing                     | 71 | Dick Trickle      | Bob Marcis         | 1       |
| Chevrolet | Marcis Auto Racing                     | 72 | Dwayne Leik       | Bob Marcis         | 1       |
| Chevrolet | Midwest Transit Racing                 | 50 | Rick Mast         | Greg Connors       | 16      |
| Chevrolet | Midwest Transit Racing                 | 50 | Rich Bickle       | Greg Connors       | 1       |
| Chevrolet | NEMCO Motorsports                      | 87 | Ron Fellows       |                    | 2       |
| Chevrolet | Norm Benning Racing                    | 84 | Norm Benning      |                    | 1       |
| Chevrolet | Richard Childress Racing               | 3  | Dale Earnhardt    | Kevin Hamlin       | 1       |
| Chevrolet | Richard Childress Racing               | 29 | Kevin Harvick (R) | Kevin Hamlin       | 35      |
| Chevrolet | Richard Childress Racing               | 30 | Jeff Green        | Todd Berrier       | 9       |
| Chevrolet | TWC Motorsports                        | 68 | Anthony Lazzaro   |                    | 2       |
| Chevrolet | SCORE Motorsports                      | 13 | Hermie Sadler     | Jim Long           | 10      |
| Dodge     | Bill Davis Racing                      | 23 | Hut Stricklin     | Tommy Baldwin, Jr. | 1       |
| Dodge     | Bogart Racing                          | 70 | Rick Bogart       |                    | 1       |
| Dodge     | Chip Ganassi Racing with Felix Sabates | 04 | Jason Leffler (R) | Kevin Cram         | 1       |
| Dodge     | Mansion Motorsports                    | 85 | Carl Long         |                    | 9       |
| Ford      | Mansion Motorsports                    | 85 | Carl Long         | 3                  |         |
| Ford      | Brett Bodine Racing                    | 09 | Geoffrey Bodine   |                    | 2       |
| Ford      | Dark Horse Motorsports                 | 47 | Lance Hooper      |                    | 2       |
| Ford      | Donlavey Racing                        | 91 | Rick Mast         | Junie Donlavey     | 1       |
| Ford      | Hover Motorsports                      | 80 | Morgan Shepherd   |                    | 1       |
| Ford      | Larry Clement Racing                   | 46 | Frank Kimmel      |                    | 3       |
| Ford      | Michael Kranefuss Racing               | 84 | Shawna Robinson   |                    | 4       |
| Ford      | Penske Racing                          | 02 | Ryan Newman (R)   | Matt Borland       | 7       |
| Ford      | Phoenix Racing                         | 51 | Jeff Purvis       |                    | 4       |
| Ford      | PPI Motorsports                        | 96 | Andy Houston (R)  | Joe Garone         | 25      |
| Ford      | Sadler Brothers Racing                 | 95 | Ed Berrier        |                    | 1       |
| Ford      | Shepherd Racing Ventures               | 89 | Morgan Shepherd   |                    | 1       |
| Ford      | Team CLR                               | 57 | David Keith       |                    | 2       |
| Ford      | Team CLR                               | 57 | Derrike Cope      | 3                  |         |
| Pontiac   | A. J. Foyt Racing                      | 41 | Mark Green        | Phillipe Lopez     | 1       |
| Pontiac   | BAM Racing                             | 49 | Andy Hillenburg   |                    | 4       |
| Pontiac   | Eel River Racing                       | 27 | Kenny Wallace     | Barry Dodson       | 16      |
| Pontiac   | Eel River Racing                       | 27 | Mike Bliss        | Barry Dodson       | 3       |
| Pontiac   | Eel River Racing                       | 27 | Rick Mast         | Barry Dodson       | 9       |
| Pontiac   | Qwest Motor Racing                     | 37 | Derrike Cope      | Joey Knuckles      | 3       |

## Calendário
| N. | Data   | Corrida                              | Circuito                        | Vencedor           | Segundo            | Terceiro           |
| 1  | 18-feb | Daytona 500                          | Daytona International Speedway  | Michael Waltrip    | Dale Earnhardt Jr. | Rusty Wallace      |
| 2  | 25-feb | KMart/Dura Lube 400                  | Rockingham Speedway             | Steve Park         | Bobby Labonte      | Jeff Gordon        |
| 3  | 4-mrt  | UAW-DaimlerChrysler 400              | Las Vegas Motor Speedway        | Jeff Gordon        | Dale Jarrett       | Sterling Marlin    |
| 4  | 11-mrt | Cracker Barrel Old Country Store 500 | Atlanta Motor Speedway          | Kevin Harvick      | Jeff Gordon        | Jerry Nadeau       |
| 5  | 18-mrt | Carolina Dodge Dealers 400           | Darlington Raceway              | Dale Jarrett       | Steve Park         | Jeremy Mayfield    |
| 6  | 25-mrt | Food City 500                        | Bristol Motor Speedway          | Elliott Sadler     | John Andretti      | Jeremy Mayfield    |
| 7  | 1-apr  | Harrah's 500                         | Texas Motor Speedway            | Dale Jarrett       | Steve Park         | Johnny Benson      |
| 8  | 8-apr  | Virginia 500                         | Martinsville Speedway           | Dale Jarrett       | Ricky Rudd         | Jeff Burton        |
| 9  | 22-apr | Talladega 500                        | Talladega Superspeedway         | Bobby Hamilton     | Tony Stewart       | Kurt Busch         |
| 10 | 29-apr | NAPA Auto Parts 500                  | California Speedway             | Rusty Wallace      | Jeff Gordon        | Dale Earnhardt Jr. |
| 11 | 5-mei  | Pontiac Excitement 400               | Richmond International Raceway  | Tony Stewart       | Jeff Gordon        | Rusty Wallace      |
| 12 | 27-mei | Coca-Cola 600                        | Charlotte Motor Speedway        | Jeff Burton        | Kevin Harvick      | Tony Stewart       |
| 13 | 3-jun  | MBNA Platinum 400                    | Dover International Speedway    | Jeff Gordon        | Steve Park         | Dale Earnhardt Jr. |
| 14 | 10-jun | Kmart 400                            | Michigan International Speedway | Jeff Gordon        | Ricky Rudd         | Sterling Marlin    |
| 15 | 17-jun | Pocono 500                           | Pocono Raceway                  | Ricky Rudd         | Jeff Gordon        | Dale Jarrett       |
| 16 | 24-jun | Dodge/Save Mart 350                  | Infineon Raceway                | Tony Stewart       | Robby Gordon       | Jeff Gordon        |
| 17 | 7-jul  | Pepsi 400                            | Daytona International Speedway  | Dale Earnhardt Jr. | Michael Waltrip    | Elliott Sadler     |
| 18 | 15-jul | Tropicana 400                        | Chicagoland Speedway            | Kevin Harvick      | Robert Pressley    | Ricky Rudd         |
| 19 | 22-jul | New England 300                      | New Hampshire Motor Speedway    | Dale Jarrett       | Jeff Gordon        | Ricky Rudd         |
| 20 | 29-jul | Pennsylvania 500                     | Pocono Raceway                  | Bobby Labonte      | Dale Earnhardt Jr. | Tony Stewart       |
| 21 | 5-aug  | Brickyard 400                        | Indianapolis Motor Speedway     | Jeff Gordon        | Sterling Marlin    | Johnny Benson      |
| 22 | 12-aug | Global Crossing at the Glen          | Watkins Glen International      | Jeff Gordon        | Jeff Burton        | Jeremy Mayfield    |
| 23 | 19-aug | Pepsi 400                            | Michigan International Speedway | Sterling Marlin    | Ricky Craven       | Bill Elliott       |
| 24 | 25-aug | Sharpie 500                          | Bristol Motor Speedway          | Tony Stewart       | Kevin Harvick      | Jeff Gordon        |
| 25 | 2-sep  | Mountain Dew Southern 500            | Darlington Raceway              | Ward Burton        | Jeff Gordon        | Bobby Labonte      |
| 26 | 9-sep  | Chevrolet Monte Carlo 400            | Richmond International Raceway  | Ricky Rudd         | Kevin Harvick      | Dale Earnhardt Jr. |
| 27 | 23-sep | MBNA Cal Ripken, Jr. 400             | Dover International Speedway    | Dale Earnhardt Jr. | Jerry Nadeau       | Ricky Rudd         |
| 28 | 30-sep | Protection One 400                   | Kansas Speedway                 | Jeff Gordon        | Ryan Newman        | Ricky Rudd         |
| 29 | 7-okt  | UAW-GM Quality 500                   | Charlotte Motor Speedway        | Sterling Marlin    | Tony Stewart       | Ward Burton        |
| 30 | 15-okt | Old Dominion 500                     | Martinsville Speedway           | Ricky Craven       | Dale Jarrett       | Ward Burton        |
| 31 | 21-okt | EA Sports 500                        | Talladega Superspeedway         | Dale Earnhardt Jr. | Tony Stewart       | Jeff Burton        |
| 32 | 28-okt | Checker Auto Parts 500               | Phoenix International Raceway   | Jeff Burton        | Mike Wallace       | Ricky Rudd         |
| 33 | 4-nov  | Pop Secret Microwave Popcorn 400     | Rockingham Speedway             | Joe Nemechek       | Kenny Wallace      | Johnny Benson      |
| 34 | 11-nov | Pennzoil Freedom 400                 | Homestead-Miami Speedway        | Bill Elliott       | Michael Waltrip    | Casey Atwood       |
| 35 | 18-nov | NAPA 500                             | Atlanta Motor Speedway          | Bobby Labonte      | Sterling Marlin    | Kevin Harvick      |
| 36 | 23-nov | New Hampshire 300                    | New Hampshire Motor Speedway    | Robby Gordon       | Sterling Marlin    | Bobby Labonte      |

## Classificação final - Top 10
| 1  | Jeff Gordon        | 5112 |
| 2  | Tony Stewart       | 4763 |
| 3  | Sterling Marlin    | 4741 |
| 4  | Ricky Rudd         | 4706 |
| 5  | Dale Jarrett       | 4612 |
| 6  | Bobby Labonte      | 4561 |
| 7  | Rusty Wallace      | 4481 |
| 8  | Dale Earnhardt Jr. | 4460 |
| 9  | Kevin Harvick      | 4406 |
| 10 | Jeff Burton        | 4394 |